# Turnera sidoides
Turnera sidoides är en passionsblomsväxtart. Turnera sidoides ingår i släktet Turnera och familjen passionsblomsväxter.

## Underarter
Arten delas in i följande underarter:
- T. s. carnea
- T. s. holosericea
- T. s. integrifolia
- T. s. pinnatifida
- T. s. sidoides